# Чурапчинская трагедия
Чурапчинская трагедия — принудительное переселение более 40 колхозов Чурапчинского улуса на рыбодобычу в арктические улусы республики в годы Великой Отечественной войны по решению бюро Якутского обкома ВКП(б), повлёкшее за собой гибель более 1700 человек.

## История
1939 — 1942 года в Якутии, а в особенности в земледельческих и животноводческих улусах, выдались неурожайными ввиду засухи. В 1941 году погибло 12 %, в 1942 году — 32 % посевов зерновых культур. Положение населения усугубляли тяготы и страдания, связанные с началом Великой Отечественной войны. В связи с тяжёлым продовольственным положением в стране и на фронте, Совнарком СССР и ЦК ВКП(б) 6 января 1942 года приняли постановление «О развитии рыбных промыслов в бассейнах рек Сибири и Дальнего Востока». Согласно этому постановлению, НКВД СССР под руководством Л. П. Берии должен был до 1 июля 1942 года депортировать в Якутию для добычи рыбы 6 тысяч спецпереселенцев для увеличения объёма рыбодобычи на реках Якутии в 3,5 раза. Но в указанный срок прибыло всего 4150 человек, в основном ингерманландцев, выселенных из Ленинградской области.
Из-за недобора населения 11 августа 1942 года бюро Якутского обкома ВКП(б) под руководством первого секретаря И. Л. Степаненко вынесло постановление «О мероприятиях по колхозам Чурапчинского района». Согласно ему, были переселены и переводились в рыболовецкие 41 колхоз, 1655 хозяйств, 4988 человек. Из них в Кобяйский улус — 18 колхозов, 683 хозяйства, 2493 человек; в Жиганский — 13 колхозов, 540 хозяйств, 1736 человек; в Булунский — 10 колхозов, 252 хозяйства, 759 человек. В сумме было переселено 4988 человек, в том числе 990 детей. Каждый переселенец должен взять с собой груза не больше 16 кг, включая продукты. Переселение проходило в конце сентября — начале октября 1942 года, в то время, когда уже наступили холода и лежал снег. Переселенцам в Кобяйский и Жиганский улусы разрешили брать с собой домашний скот: коров и лошадей, а для булунцев это было запрещено. Оставшийся скот был сдан государству по закупочной цене 41 копейку за 1 килограмм. Всех грузили на телеги и пять суток везли до Нижнего Бестяха, где люди находились под открытым небом в течение 2-3 недель. После погружали на баржи и другие суда, не приспособленные для перевозки людей; многие в дороге умирали, а уцелевших выгружали, иногда где попало, на пустынных берегах.
Присутствовали: члены бюро тт. Степаненко, Морозов, Аммосов, Смолянинов, Муратов, Родохлеб, Имуллин, Матвеев, Сидорова. Тт.Крылов, Николаев, Рудых (с/х отдел обкома), т.Потакуев (зав.отдела рыбн.промыш.обкома), тт. Саввинов (НКВД), Анашин (Наркомзем ЯАССР), Нестеров (Уполнаркомзаг), Кутырев (Госрыбтрест), Хомяков (Госплан), Кузнецов (Моб.отд. Совета народных комиссаров).  
СЛУШАЛИ: О мероприятиях по колхозам Чурапчинского района.
На протяжении многих лет большинство колхозов Чурапчинского района в силу климатических и почвенных условий этого района не получают урожая зерновых, для скота колхозов также не имеется достаточного количества кормов. Как правило, с государством по зернопоставкам рассчитаться не могут. Систематически, из года в год, приходится заменять зернопоставки, натуроплату другими видами продуктов (мясо, масло и др.). Из года в год колхозы вынуждены посылать огромное количество рабочей силы в другие районы для заготовки кормов скоту, на  большие расстояния туда же перегонять на зимовку свой скот, в силу этого терять большое количество скота при перегоне.
Для большинства колхозов Чурапчинского района создалась крайняя бесперспективность в ведении их полеводческого и животноводческого хозяйства. Создалась угроза дальнейшему содержанию и сохранению общественного колхозного скота.
Вместе с тем имеется полная возможность использования трудовых ресурсов этих колхозов в рыбной промышленности республики, в связи с решением ЦК ВКП(б) и СНК СССР от 6/I.1942 года…из Протокола № 213 заседания бюро Якутского Обкома ВКП(б)
Через полтора месяца вышло постановление областного комитета, ликвидировавшее 7 наслегов: Танда-Бахсытский, Бахсытский, Белолюбский, Альчагарский, Мугудайский, Мельжехсинский и Тёлёйский. Некоторые из этих наслегов потом так и не были восстановлены. В постановлении указывалось, что переселению подлежат все работающие и члены их семей независимо от возраста.
Люди провели в тяжёлых условиях три года (1942—1944 гг.) и понесли значительные потери (в основном это были старики, женщины и дети). Лишь в 1944 г. по ходатайству председателя Совета народных комиссаров Якутской АССР И. Е. Винокурова новое партийное и советское руководство решило вернуть переселенцев на родину. Итог этого эксперимента республиканского руководства, членов бюро обкома ВКП(б) и наркома земледелия был трагическим: по данным на 1 января 1947 г., из числа переселенцев вернулись в родные места 1108 человек из общего числа 4988 человек, 15 колхозов из общего числа 41 колхозов и 433 хозяйств из общего числа 1655 хозяйств. Лишь несколько сотен человек остались жить в северных районах.

## Свидетельства и оценки
И вот сначала ГКО, а за ним якутский обком постановляют: переселить несколько десятков колхозов на пару тысяч километров севернее, в тундру, рыбу ловить. Районное начальство пыталось хотя бы смягчить ситуацию: давайте, говорят, переселим сначала только мужчин, пусть устроятся на новом месте, тогда уж к ним переедут женщины, старики и дети. Нет, никто и слушать не стал, в одночасье эти якутские наслеги (поселки) окружила милиция, всех выгнали из домов, разрешили взять с собой до 16 кг личных вещей и погнали 5 с лишним тысяч человек на баржи. Сгрузили в тундре и повелели рыбу ловить. В первую же зиму около двух тысяч переселенцев умерло. Обратно их начали переселять в 1944; к 1947 разрешили вернуться всем – тем, кто выжил.член правления Международного общества «Мемориал» Александр Даниэль
Людей заставили покинуть обжитые места, бросить всё и отправили в неизвестность. На чужбине их никто не ждал, никто не приготовил для них кров, тёплую одежду. Им приходилось жить где придётся, несмотря на холод и голод заниматься каторжным трудом. Со скотоводов и земледельцев, не имевших никакого опыта в промышленной добыче рыбы, строго требовали выполнения плана. Поэтому они вынуждены были сдавать государству даже ту рыбу, которую рассчитывали оставить для себя. В таких условиях более 2 тысяч переселенцев умерли от недоедания и болезней, от непосильной работы, а иногда просто от безысходности.глава Республики Саха (Якутия) Егор Борисов

## Память
- В селе Хатылы Чурапчинского улуса с 1992 года работает «Музей переселенцев»[8][9].
- 19 сентября объявлено Днём памяти и скорби по жертвам насильственного переселения в Чурапчинском улусе[10].
- 4 июня 2002 года вышел Указ Президента РС(Я) № 269 «О дополнительных мерах по возмещению ущерба, причинённого населению Чурапчинского района от переселения в 1942—1945 гг.», в котором предусматриваются материальные преференции для выживших и доживших до наших дней переселенцев[11].
- 19 сентября 2012 года состоялось открытие мемориала жертвам переселения «Мать и дитя», обновлённого к 70-летию со дня трагического события[12].